# باشگاه فوتبال الوصل
الوصل امارات یکی از باشگاه‌های فوتبال کشور امارات متحده عربی می‌باشد که هم‌اکنون در لیگ دسته اول این کشور که بالاترین سطح مسابقات فوتبال در امارات است، مشغول به رقابت با دیگر تیم‌ها است.
الوصل سابقهٔ هشت بار قهرمانی در لیگ برتر امارات و سه بار قهرمانی در جام رئیس دولت امارات را دارد.

## اسطوره‌های باشگاه
- فرهاد مجیدی

اسطوره این باشگاه فرهاد مجیدی است که سابقه ۱۳۰ گل زده رسمی برای این تیم در تمامی رقابت‌ها را دارد فرهاد مجیدی بهترین گلزن خارجی تاریخ باشگاه و دومین گلزن برتر تاریخ باشگاه شناخته می‌شود
مجیدی سابقه بازی در تیمهای بزرگی همچون استقلال، راپید وین، العینو شباب الاهلی را دارد.
هواداران الوصل ۲۳ اکتبر۲۰۲۲ در دقیقه ۱۱ در بازی برابر الاتحاد کلبا یکصدا فرهاد مجیدی اسطوره این باشگاه را تشویق کردند
- فابیو لیما

فابیو ویرژینیو ده لیما مهاجم برزیلی الاصل تیم ملی امارات با ۳۰ سال سن با ۱۶۵ گل زده برای الوصل به عنوان برترین گلزن تاریخ باشگاه الوصل شناخته می‌شود
فابیو لیما سابقه بازی برای تیم‌های اتلتیکوپاراننزه و واسکودوگاما را دارد.

## سرمربیان خارجی
- دیمیتری داویدوویچ
- آرتور برنادس
- پائولو کامپوس
- سرجیو فاریاس
- جورجینیو
- دیگو مارادونا
- هکتور کوپر
- گابریل کالدرون
- رودولفو آروابارنا
- برونو متسو
- لوران بناید
- یوزف هیکرسبرگر
- هنریک کاسپرچاک
- وینکو بگوویچ

## افتخارات
- ۸ قهرمانی لیگ برتر امارات
- ۳ قهرمانی جام پرزیدنت امارات
- ۱ قهرمانی جام حذفی امارات
- ۱ قهرمانی جام قهرمانان باشگاه‌های خلیج فارس
- برنز لیگ قهرمانان آسیا ۱۹۹۳

### رکوردها و دستاوردها
- عنوان بهترین باشگاه قرن بیستم در امارات به انتخاب فدراسیون بین‌المللی تاریخ و آمار فوتبال(lFFHS)
- الوصل تنها تیمی است که از سال ۱۹۷۴ تاکنون در تمامی ادوار قهرمانی لیگ شرکت کرده و بیشترین بازی را انجام داده‌است.
- او با پیروزی در ۱۲ بازی در فصل ۱۹۸۸ و عدم شکست در ۲۶ بازی متوالی در تاریخ لیگ برتر امارات به طولانی‌ترین برد تاریخ لیگ دست یافت.
- با ماندن در صدر و نایب قهرمانی لیگ برای ۱۱ فصل متوالی، رکوردی که هیچ تیمی در کشور به آن نزدیک نشده‌است و
- الوصل با نتیجه ۱۰ بر ۱ مقابل راس الخیمه بزرگ‌ترین برد تاریخ لیگ را به دست آورد و با شکست ۱۰ بر ۰ وهیب پاکستان در مسابقات قهرمانی آسیا در سال ۱۹۹۳ سنگین‌ترین نتیجه خارجی را به دست آورد.
- در طول پنج دهه گذشته، الوصل تنها تیمی بود که در دهه ۱۹۸۰ چهار عنوان قهرمانی لیگ را کسب کرد و تنها تیمی بود که ۱۶ تیم شرکت کننده عنوان قهرمانی لیگ را کسب کرد.